# Діадохи
Діадо́хи (грец. διάδοχος — наступник)  — полководці Александра Македонського, які після його смерті розділили його імперію в ході серії війн, що тривали з 323 по 301 рік до н. е. Боротьба між діадохами завершилася битвою при Іпсі і призвела до утворення держави Селевкідів (Сирії), елліністичного Єгипту, Віфінії, Пергаму і Македонії, що становили елліністичний світ.
Нащадків полководців Александра, які керували державами, що з'явилися після смерті батьків, називають епігонами на честь дітей героїв із давньогрецької міфології (хоча деякі з них можуть іноді називатися і діадохами). Терміни діадох та епігон, а також термін еллінізм були введені німецьким істориком Йоганном Дройзеном у монументальній праці «Історія еллінізму».
Найвідоміші з діадохів Антигон I Одноокий та його син Деметрій I Поліоркет, Антипатр зі своїм сином Кассандром, Птолемей, Селевк I Ніканор, Лісімах та Евмен.

## Датування
Умовно епоха Діадохов веде свій відлік від смерті Александра Великого в червні 323 до н. е. до загибелі останнього із друзів Александра — Селевка у вересні 281 року до н. е.
На думку відомого німецького історика Йоганна Дройзена, який ввів термін «Еллінізм» в сучасну історіографію і написав «Історія еллінізму», кінцем епохи Діадохов стали розгром галів у битві при Лісімахії, що поклав кінець нашестю галів, Антигоном Гонатом та його наступне після битви царювання на престолі Македонії наприкінці 277 року до н. е.
Останніми з діячів епохи Діадохов померли: Пірр (272 до н. е.), Мітрідат I Ктист (266 рік до н. е.) і Філетер (263 рік до н. е.).

## Елліністичні монархії
Епоха Діадохов характеризується переходом від полісної політичної організації греків до спадкових монархій у завойованих країнах, усуненням центрів культурної та економічної активності з Греції до Малої Азії та Єгипту.
Найважливішими з цих країн, які зазвичай називають елліністичними, були:
- Елліністичний Єгипет під пануванням Птолемеїв;
- Сирія, де панувала династія Селевкідів;
- Македонія під владою нащадків Антигона I Одноокого;
- Пергамське царство під владою Атталідів.

Усі ці держави згодом були завойовані Римом.

## Розділ Імперії

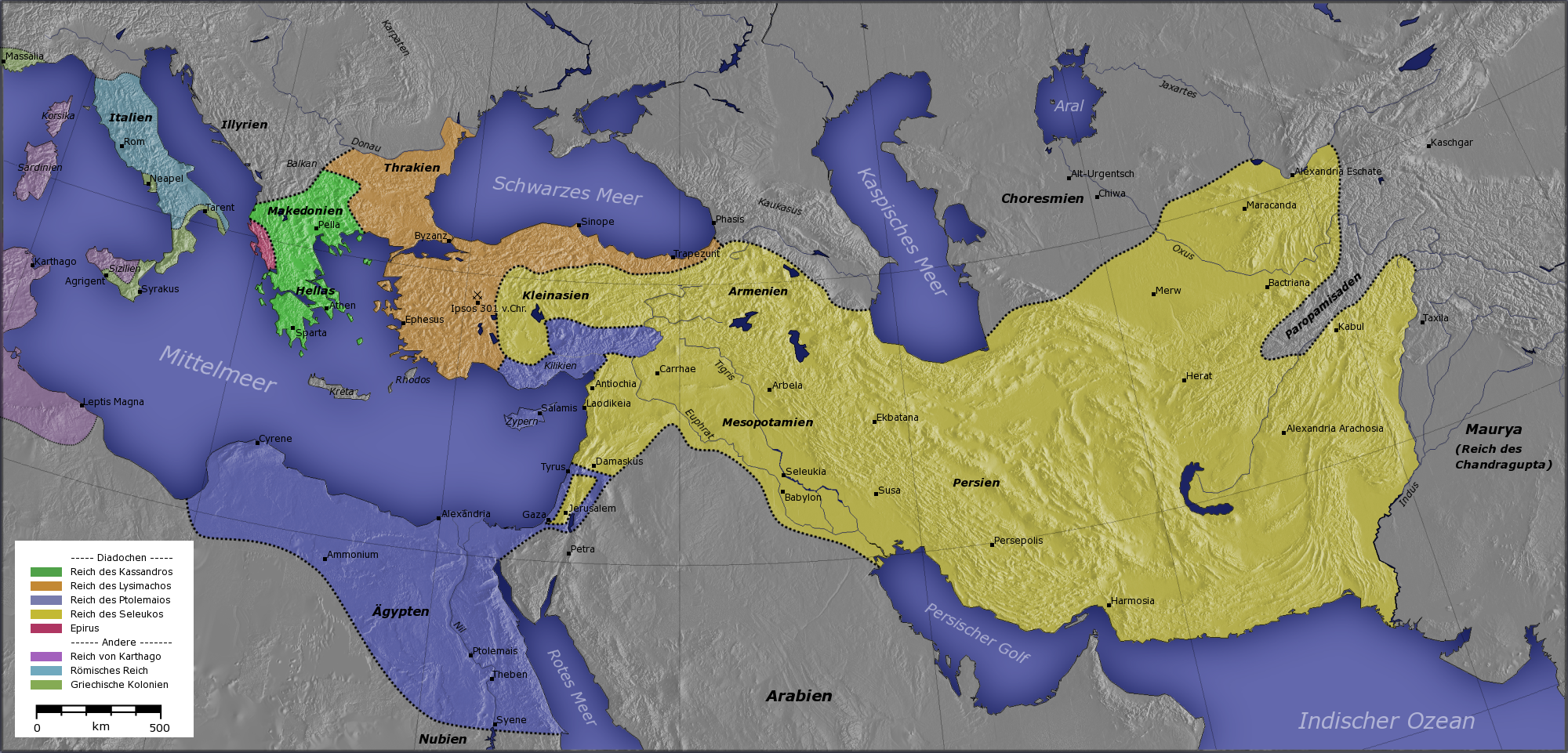
Розділ держави Александра Великого після битви при Іпсі (301 рік до н. е.)

## Основні діячі епохи Діадохів

### Головні
- Пердікка (бл. 365 — 321 до н. е.) — регент імперії після смерті Александра в 323 році до н. е. Вбито на початку липня 321 року до н. е. під час відкритого бунту війська деякими з гетайрів з хіліархом Селевком та ватажком аргіраспідів Антигеном на чолі.[2]
- Кратер (370 — 321 рік до н. е.) — Після смерті Александра простат держави (захисник інтересів корони і царської влади держави Александра) і спільно з Антипатром співправитель у Македонії. Загинув у липні 321 року до н. е. у другій битві проти Евмена у Каппадокії.[2]
- Антипатр (397 — 319 рік до н. е.) — Під час походу Александра в Азію намісник, а після його смерті в 323 році до н. е. разом із Кратером співправитель у Македонії. Під час «розділу у Трипарадисі» восени 321 року до н. е. проголошений македонським військом регентом імперії[2]. Помер у Македонії своєю смертю на початку 319 року до н. е.[3]
- Евмен (бл. 362 — 316 рік до н. е.) — Після смерті Александра отримав в управління 2 ще не завойовані сатрапії — Пафлагонію і Каппадокію.[2] Весною 321 року до н. е. Пердиккою або, за іншими відомостями, наприкінці 319 до н. е. Олімпіадою та Поліперхоном призначено стратегом в Азії з необмеженими повноваженнями по той бік Тавра. Після виграної битви при Габієні на початку 316 року до н. е., внаслідок зради Певкеста, заарештований і виданий аргіраспідами Антігону, а через 3 дні задушений тюремниками у в'язниці.
- Поліперхон (394 — бл. 303 до н. е.) — після смерті Александра служив з Кратером, а після його загибелі з Антипатром, будучи фактично при них заступником. 319 року до н. е. Антипатр, який був уже при смерті, призначив Поліперхона регентом і верховним головнокомандувачем, людині шановній Македонії за вік і заслуги. 316 року до н. е. Кассандр, захопивши Македонію, став фактично регентом (формально призначений царицею Еврідікою від імені свого чоловіка Філіпа) та усунув від влади Поліперхона. Після цієї події Поліперхон керував кількома містами на Пелопоннесі, включаючи Коринф і Сікіон, і вів непримітне життя аж до 303 до н. е.
- Антигон (382 — 301 рік до н. е.) — Під час походу Александра намісник завойованої Великої Фригії. Та сама сатрапія була йому надана порадою полководців Александра і після смерті царя. Після загибелі Пердіккі на початку липня 321 до н. е. Антигон отримав необмежену військову владу в Азії для продовження війни з прихильником Пердіккі Евменом. Після полону та страти Евмена у 316 році до н. е. Антигон усунув намісника Мідії Піфона, змістив сатрапа Персиди Певкеста і заволодів Вавилонією, правитель якої Селевк утік до Птолемея. Антигон у результаті став господарем майже всієї держави Александра, крім Македонії та Єгипту, правив як необмежений володар. Після перемоги флоту Антигона у Саламіну на острові Кіпр над Птолемеєм та його братом Менелаєм у 306 році до н. е. він проголосив себе царем (до складу його господарства входили майже вся Мала Азія, Велика Сирія, Кіпр та Аттика, захоплена Деметрієм). Загинув улітку 301 року до н. е. у битві при Іпсі у Фригії.
- Кассандр (бл. 355 — 297 рік до н. е.) — Старший син Антипатра, вперше згадується в суді Александра Македонського у Вавилоні навесні 323 року до н. е. Відразу після смерті Александра призначено Пердиккою ватажком царських гіпаспистів[4]. Під час «розділу у Трипарадисі» восени 321 року до н. е. призначений Антипатром замість Селевка, якому було призначено під управління Вавилонська сатрапія, хіліархом[4]. На початку 319 до н. е. Антипатр призначив Поліперхона регентом і верховним головнокомандувачем, а свого сина залишив хіліархом, що викликало невдоволення Кассандра і змусило його шукати підтримки поза Македонією[4][5]: він уклав союз із Птолемеєм та Антигоном та оголосив війну регенту. 316 року до н. е. Кассандр у результаті захопив Македонію і, відсторонивши від влади Поліперхона, став фактично регентом (формально призначений царицею Еврідікою від імені свого чоловіка Філіпа).[5] 305 року до н. е., за Антигоном і Птолемеєм, Кассандр наказав іменувати себе царем Македонії, хоча сам уникав підписуватися цим титулом. Помер від водянки на початку 297 року до н. е.
- Деметрій I Поліоркет (бл. 337 — 283 до н. е.) — Син Антигона Одноокого. Під керівництвом батька брав участь у багатьох військових кампаніях з метою розширення, а потім відродження розчленованої імперії його батька. Після перемоги флоту Антигона у Саламіну на острові Кіпр над Птолемеєм та його братом Менелаєм у 306 році до н. е. проголошений разом із батьком царем (до складу їхнього господарства входили майже вся Мала Азія, Велика Сирія, Кіпр та Аттика). Після загибелі батька в битві при Іпсі в 301 році до н. е. Деметрій з 9 тис. армією відступив до Ефесу, а звідти відплив до Греції. Однак Афіни відмовилися прийняти розбитого полководця. Залишивши Пірра в Греції, Деметрій почав розоряти балканські володіння Лісімаха. У 300—299 році до н. е., після зближення з Селевком, захоплює Кілікію, Фінікію та Келесирію. 298 року до н. е. розпочав «Чотирирічну» війну з Афінами. У 294 р. він відвоївав Афіни, вбив Кассандрова сина Александра і протягом семи років царював у Македонії. Кінець його влади поклали спільні зусилля Лісімаха та Пірра. Деметрій зважився виступити проти Пірра, проте його армія відмовилася боротися і він був змушений тікати в 288 до н. е.. Після невдалої облоги Афін Деметрій зі своїми прихильниками перебирається в Мілет. Звідти, переслідуваний загоном Лісімаха, він відходить через Фригію та Тавр у Тарс. 285 року до н. е. здався на милість свого зятя Селевка в Кілікії, помер у полоні 283 до н. е. у віці 54 років, але був пишно і з почестями похований у Коринфі.
- Птолемей (бл. 367 — 283/282 рік до н. е.) — Після смерті Александра отримав в управління Єгипетську сатрапію. Після отримання звістки, що Антигон був проголошений царем, Птолемей наприкінці 306 року до н. е. чи вже 305 року до н. е. прийняв титул царя Єгипту. Він був єдиним з усіх великих македонських вождів, що боролися за імперію Александра, який помер своєю смертю в ліжку (наприкінці 283 року до н. е.(наша ера) або, можливо, в середині 282 року до н. е.).
- Лісімах (бл. 361 — 281 рік до н. е.) — Після смерті Александра отримав в управління Фракійську сатрапію. 305 року до н. е., за Антигоном і Птолемеєм, Лісімах теж почав називати себе царем. 302 року до н. е. Лісімах вторгся до Малої Азії, а наступного року відбулася битва при Іпсі, в якій Антигон загинув, а його державу поділили між собою переможці. Лісімаху дісталася вся Азія з цього боку Тавра, куди він переніс свою столицю (в Ефес), і з цього часу, вступивши до першорядних володарів, став відігравати більш помітну роль політичних подіях того часу. 285 року до н. е., вигнавши Пірра з Македонії, Лісімах став македонським царем, зберігши за собою Фракію та Малу Азію. Загинув у першій половині 281 року до н. е. у битві при Корупедіумі в Лідії.
- Селевк (бл. 358 — 281 рік до н. е.) — Після смерті Александра призначений Пердиккою на посаду хіліарха[4]. У липні 321 року до н. е., під час відкритого бунту війська, був одним із ватажків убивства Пердіккі. Під час «розділу у Трипарадисі» восени 321 року до н. е. отримав управління Вавилонську сатрапію.[4] У липні 316 року до н. е., побоюючись за своє життя, утік від Антигона, який зайняв Вавилон своїми військами, зі своєї сатрапії до Птолемею до Єгипту. У другій половині 312 року до н. е., після перемоги Птолемея і Селевка над Деметрієм у битві при Газі, повернув собі Вавилонію і підкорив Сузіану, Мідію та Персію. Приблизно 305—303 роках до н. е. Селевк здійснив похід до Інду і підпорядкував своїй владі інші верхні сатрапії. Вступивши в Індії у протиборство з Чандрагуптою, засновником імперії Маур'єв, змушений був поступитися йому Пенджаб, східні області Гедросії та Арахозії та країну паропамісадів. Натомість він отримував від Чандрагупти 500 бойових слонів, які відіграли вирішальну роль у битві при Іпсі у 302 році до н. е., уклав з ним дружбу і став його зятем. Перемігши у першій половині 281 року до н. е. у битві при Курупедіоні Лісімаха, приєднав його царство до своєї держави. Загинув від руки Птолемея Керавна, який підступно вбив його поблизу Лисимахії наприкінці 281 року до н. е.

### Другорядні
- Аррідей (бл. 318 до н. е.) — після смерті Александра Аррідею було доручено перенесення тіла царя в храм Аммона.[4] Після вбивства Пердікки на початку липня 321 до н. е. за порадою Птолемея проголошено разом із Піфоном регентом імперії Александра. Через підступи Еврідіки, дружини недоумкуватого царя Філіппа ІІІ Аррідея, обидва регенти змушені були восени 321 року до н. е., прибувши в Трипарадис, скласти із себе своє звання перед зборами македонян.[2] Під час «розділу в Трипарадисі» отримав в управління Геллеспонтську Фригію.[4] У березні 319 року до н. е. напав на Кізік, що призвело до заняття його сатрапії військами Антигона, а він сам був витіснений у місто Кіос на Пропонтіді на кордоні Віфінії. 318 року до н. е. об'єднався з адміралом флоту Поліперхона Клітом для боротьби з Антигоном, але близько жовтня того ж року вони зазнали нищівної поразки в морській битві поблизу Візантія на Босфорі і Аррідей імовірно загинув.[5]
- Філіпп III Аррідей (бл. 359 — 317 рік до н. е.) — син царя Філіпа II від танцівниці Філінни з фессалійського міста Ларісса і зведений брат Александра Македонського. На трон Аррідей не претендував як через низьке походження матері, так і через недоумство, яке греки приписували підступам Олімпіади, дружини Філіпа II. Після смерті Александра його полководці вирішили віддати трон ще не народженому синові Александра від Роксани (майбутньому Александру IV), але прості македонці з фаланги чинили опір, не бажаючи мати царя з перською кров'ю, і відстояли незаконного сина Філіппа.[4] З тих пір Аррідей став номінальним царем, будучи іграшкою в руках піклувальників, македонських полководців та власної дружини Еврідіки. З Еврідікою Аррідея спішно одружила її мати Кінана, дочка Філіпа II, тим самим позбавивши Пердикку обіцяної нареченої царської крові, наприкінці 322 до н. е.[2] У 317 року до н. е. був захоплений у полон у місці зі своєю дружиною Поліперхоном, що вторглися в Македонію, Олімпіадою. Страчено за наказом Олімпіади наприкінці жовтня чи початку листопада цього року.[5]
- Піфон (бл. 355 — 316 рік до н. е.) — Після смерті Александра запропонував зробити Пердікку і Леонната регентами при ще не народженому сина Александра від Роксани, за що в нагороду отримав в управління Мідію.[4] Після вбивства Пердікки на початку липня 321 до н. е. за порадою Птолемея проголошено разом з Аррідеєм регентом імперії Александра. Через підступи Еврідіки, дружини недоумкуватого царя Філіппа Аррідея, обидва регента змушені були восени 321 року до н. е., прибувши в Трипарадис, скласти собою своє звання перед зборами македонян.[2] Під час «розділу в Трипарадисі» зберіг за собою управління Мідією і, крім того, у відшкодування свого звання регента був призначений стратегом верхніх сатрапій, якщо тільки це не сталося через деякий час.[4] Влітку 317 року до н. е. приєднався до Антігона, втративши самостійність. Після битви при Габієні на початку 316 року до н. е. викликаний Антигоном в Екбатани, де був узятий під варту, звинувачений перед синедріоном воєначальників, засуджений до смерті і відразу ж страчений.
- Олімпіада (бл. 375 — 316 рік до н. е.) — Мати Александра. Після смерті сина правила в Епірі, поки її онук Неоптолем від дочки Клеопатри, законний спадкоємець епірського царства, підростав. У пошуках підтримки іншому своєму онуку, Александру IV, проголошеному номінально царем Македонії поряд з Філіппом ІІІ Аррідеєм відразу після народження, вона уклала союз з Поліперхоном, який став наступником (регентом і верховним головнокомандувачем) померлого в 319 до н. е. Антипатра. З епірським військом та Полісперхоном Олімпіада вторглася до Македонії в 317 році до н. е., македонські воїни побачивши Олімпіади та її онука, сина Александра Великого, відмовилися коритися Еврідіці, дружині Філіппа ІІІ Аррідея і без бою перейшли на її бік, і короткий час вона необмежено правила в Македонії. Під час правління стратила багатьох своїх супротивників, включаючи Еврідіку з Філіппом Аррідеєм та брата Кассандра та близько сотні інших знатних македонян. Вбита Кассандром, який вторгся до Македонії, навесні 316 року до н. е.[5]
- Пірр (319 — 272 рік до н. е.) — Цар Епіра (307—302 і 296—272 років до н. е.) Цар Македонії (288—285 і 273—272 років до н. е.).